# 130006 Imranaslam
130006 Imranaslam è un asteroide della fascia principale. Scoperto nel 1999, presenta un'orbita caratterizzata da un semiasse maggiore pari a 2,4294820 UA e da un'eccentricità di 0,2413860, inclinata di 6,40439° rispetto all'eclittica.